# Wi-Fi Direct
Wi-Fi Direct (ранее известный как Wi-Fi Peer-to-Peer) — стандарт (набор программных протоколов), позволяющий двум и более Wi-Fi-устройствам общаться друг с другом без маршрутизаторов и хот-спотов.

## О стандарте
Wi-Fi Direct позволяет организовывать беспроводные сети между компьютерами или, например, между компьютерами и периферийными устройствами, такими как принтер.
Wi-Fi Direct разрабатывается и поддерживается группой WECA — альянсом крупнейших производителей Wi-Fi-оборудования.
Самым близким аналогом Wi-Fi Direct являются старые специальные сети, ранний вариант Wi-Fi, который связывал 2 или более устройств без роутера.
Скорость передачи данных в стандарте будет соответствовать обычному соединению Wi-Fi. Стандарт позволит объединить как два устройства, так и несколько устройств между собой. Поддержка стандарта может быть встроена в самые различные устройства, такие, например как: коммуникаторы, телефоны, принтеры, цифровые фото/видеокамеры, клавиатуры и другие.

## Принципы работы

### Базовый Wi-Fi
Обычные Wi-Fi-сети, как правило, организуются с помощью специальных управляющих устройств, называемых беспроводные точки доступа. Эти устройства обычно выполняют три функции: физическую поддержку беспроводных и проводных сетей, коммутацию и маршрутизацию между устройствами в сети, а также службу, позволяющую добавлять и удалять устройства из сети.
Типичная домашняя Wi-Fi-сеть включает в себя такие устройства, как настольные и планшетные компьютеры, мобильные телефоны, современные принтеры, музыкальные и телевизионные устройства. Большинство Wi-Fi-сетей настраивается в «режиме инфраструктуры», где точка доступа является центральным узлом, к которому подключаются другие Wi-Fi-совместимые устройства. Эти устройства взаимодействуют друг с другом не напрямую (то есть в «режиме Ad-hoc»), а через точку доступа. Устройства, поддерживающие Wi-Fi Direct, способны соединяться друг с другом напрямую, не требуя отдельной беспроводной точки доступа; при первом подключении они определяют, какое из них будет действовать как точка доступа.

### Автоматический Wi-Fi
С увеличением количества и типа устройств, подключаемых к системам Wi-Fi, базовая модель маршрутизатора со смарт-устройствами становилась все более сложной. В то же время растущая изощренность «горячих точек» стала проблемой для пользователей. Для решения этих проблем предпринимались неоднократные попытки упростить определённые аспекты задачи установки.
Типичным примером является система Wi-Fi Protected Setup, включенная в большинство точек доступа, построенных с 2007 года, когда был введен стандарт. Она позволяет настраивать точки доступа простым вводом PIN-кода или другого идентификатора на экране подключения или (в некоторых случаях) простым нажатием кнопки. Система защищенной настройки использует полученную информацию для отправки данных на подключаемые устройства, передавая им информацию, необходимую для завершения настройки сети и подключения к Интернету. С точки зрения пользователя, один щелчок заменяет множественные, которые ранее требовались.
Хотя система работает так, как задумано, она предназначена только для упрощения соединения между точкой доступа и устройствами, которые в свою очередь будут использовать её услуги, в первую очередь для доступа в Интернет. Она предоставляет небольшую помощь в сети (например поиск и настройка доступа к принтеру с компьютера). Для решения этих проблем был разработан ряд протоколов, в том числе Universal Plug and Play (UPnP), Devices Profile for Web Services (DPWS) и Zero Configuration Networking (ZeroConf). Эти протоколы позволяют устройствам искать другие устройства в сети, запрашивать их возможности и обеспечивать определённый уровень автоматической настройки.

### Wi-Fi
Wi-Fi Direct стал стандартной технологией, используемой в телефонах и других  портативных медиаустройств. Добавление Wi-Fi в различные устройства стало настолько массовым, что сейчас он уже есть в принтерах, сканерах, камерах и многих других устройствах.
Широкое распространение Wi-Fi в новых классах устройств сделало необходимость в специальных сетях более важной. Даже без центрального концентратора Wi-Fi или маршрутизатора было бы полезно, например, для ноутбука  иметь возможность беспроводного подключения к локальному принтеру.
Хотя такие системы, как UPnP и Bonjour, предоставляют множество необходимых возможностей и включены в некоторые устройства, единого широко поддерживаемого стандарта не было, а поддержка в существующих устройствах была далеко не универсальной. Гость, использующий свой смартфон, скорее всего, сможет легко найти точку доступа и подключиться к интернету, возможно, используя для этого защищенную настройку. Но при использовании одинаковых типов устройств оказалось бы, что потоковая передача музыки на компьютер или печать файла могут быть затруднены или просто не поддерживаться между различными марками оборудования.
Wi-Fi Direct может обеспечить беспроводное подключение к периферийным устройствам. Беспроводные мыши, клавиатуры, пульты дистанционного управления, гарнитуры, динамики, дисплеи и многие другие функции могут быть реализованы с помощью Wi-Fi Direct.
Приложения для обмена файлами, такие как SHAREit на устройствах Android и BlackBerry 10, могут использовать Wi-Fi Direct, причем большинство Android версии 4.1 (Jellybean), представленных в июле 2012 года, и BlackBerry 10.2 поддерживаются. Android версии 4.2 (Jellybean) включала в себя дополнительные усовершенствования Wi-Fi Direct, включая постоянные разрешения, позволяющие осуществлять двустороннюю передачу данных между несколькими устройствами.
Стандарт Miracast позволяет транслировать изображение с одного устройства на другое при помощи Wi-Fi direct.

### Техническое описание
Wi-Fi Direct по сути встраивает программную точку доступа ("Soft AP") в любое устройство, которое должно поддерживать Direct. Soft AP предоставляет версию Wi-Fi Protected Setup с кнопочным или PIN-кодовым подключением.
Когда устройство входит в диапазон хоста Wi-Fi Direct, оно может подключиться к нему, а затем собрать информацию о настройке с помощью защищенной передачи. Подключение и настройка настолько упрощены, что в некоторых ситуациях они могут заменить Bluetooth.
Soft APs могут быть как простыми, так и сложными, как того требует роль. Цифровая фоторамка может предоставлять только самые основные функции, необходимые для подключения цифровых камер и загрузки изображений. Смартфон, который позволяет привязывать данные, может работать с более сложной точкой доступа, которая добавляет возможность подключения к интернету. Стандарт также включает в себя защиту WPA2 и функции контроля доступа в корпоративных сетях. Устройства, сертифицированные по Wi-Fi Direct, могут подключаться один к одному или один ко многим, и не все подключенные продукты должны быть сертифицированы по Wi-Fi Direct. Одно устройство с Wi-Fi Direct способно соединяться с устройствами, которые не поддерживают этот стандарт.

## Коммерческое использование

### Ноутбуки
Intel включили Wi-Fi Direct на платформе Centrino 2 в технологию My WiFi к 2008 году. Wi-Fi устройства  могут подключаться к ноутбуку, который является программной точкой доступа. Затем ноутбук может обеспечить доступ в Интернет к устройствам с поддержкой Wi-Fi без точки доступа.

### Мобильные устройства
Google анонсировали поддержку Wi-Fi Direct в операционной системе Android 4.0 в октябре 2011. Хотя к тому времени некоторые Android 2.3 устройства (например, Samsung Galaxy S II) уже имели эту функцию через собственные расширения операционной системы, разработанные производителями устройств. Galaxy Nexus (выпущенный в 2011) был первым Android-устройством, поставляемым с реализацией этой функции Google и API для разработчиков.
Wi-Fi Direct стал доступен с обновлением Blackberry 10.2.
К марту 2016 ни один iPhone не использует Wi-Fi Direct. Вместо этого iOS имеет свою собственную проприетарную технологию MultipeerConnectivity. Этот протокол и другие используются в функции AirDrop, используемой для передачи больших файлов между устройствами Apple с использованием аналогичной (но проприетарной) технологии Wi-Fi Direct.

### Игровые консоли
Xbox One, выпущенный в 2013, поддерживает Wi-Fi Direct.
NVIDIA SHIELD использует Wi-Fi Direct для подключения к совместимым устройствам. NVIDIA заявляет о снижении задержки и увеличении пропускной способности по сравнению с конкурирующими контроллерами Bluetooth.

### Телевизоры
В марте 2016 Sony, LG, Samsung и Philips внедрили Wi-Fi Direct в некоторые свои телевизоры.